# 국제 스파이 박물관

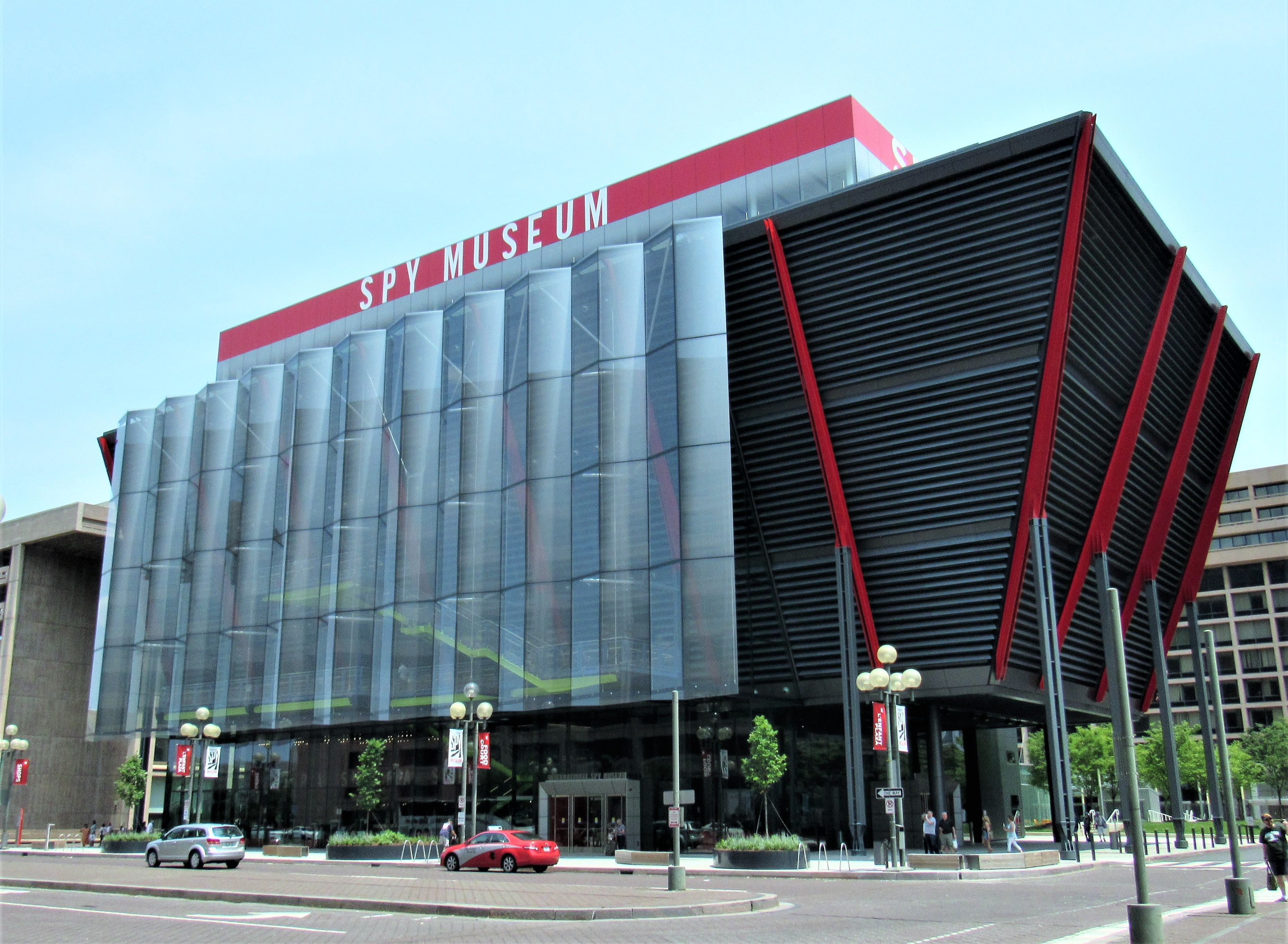
미국 워싱턴 D.C. 랑팡 플라자에 위치한 국제 스파이 박물관

국제 스파이 박물관(영어: International Spy Museum 인터내셔널 스파이 뮤지엄[*])은 스파이 활동 분야를 전문으로 취급하는 박물관이다. 세계에서 가장 많은 스파이 관련 전시물을 보유한 박물관으로 기네스북에 등재되어 있다.
원래는 미국 워싱턴 D.C. 펜 쿼터/차이나타운 지역에 개관하였으나 2019년 랑팡 플라자로 이전하였다.
북위 38° 53′ 49″ 서경 77° 01′ 24″ / 북위 38.8969°  서경 77.0234° 

## 역사
국제 스파이 박물관은 한국 전쟁 당시 암호 해독을 담당했던 밀턴 말츠가 구상한 박물관이다. 2002년 펜 쿼터 지역에 개관 후 2019년 랑팡 플라자로 이전하였다. 새로운 박물관은 약 900평으로 내부에는 전시장과 145석 영화관, 옥상에는 행사용 야외 공간을 갖추고 있다.

## 전시
국제 스파이 박물관은 소장하고 있는 7,000여 개의 전시물 중 약 1,000개를 공개하고 있다. 전시장은 총 두개의 층으로 구성되어 있으며 고대 그리스 로마부터 중세, 프랑스 혁명, 미국 남북전쟁, 세계 대전과 냉전 시대 등 세계 각국에서 있었던 스파이 활동에 관련된 전시품이 비치되어 있다.
전시장 입장 후 첫번째 전시관인 '기밀 훔치기'관에는 전설적인 여성 스파이 마타 하리 관련 영상 및 전시품이 진열되어 있는데, 영상 중간에 한국 뮤지컬 <마타하리> 녹화 영상이 잠깐 나온다. 또 북한 관련 전시물도 있다.
모든 관람객은 전시장에 입장하기 전 위장 신분과 신분증을 부여 받고 전시장 곳곳에 있는 비밀 임무를 수행하게 된다.
모든 전시는 자유롭게 관람할 수 있으며 필요 시 직원에게 도움을 받을 수 있다.
2024년 3월부터 2025년 4월까지 제임스 본드 특별전이 열린다. 영화 007 시리즈에 등장한 17대의 자동차가 전시된다.

## 대표적인 전시물
- 영화 007 시리즈 세번째 영화 골드핑거 촬영에 사용됐던 차가 1층 로비에 전시되어 있다. 차종은 애스턴 마틴 DB5[5]이며 20분 간격으로 영화에서처럼 차 번호판이 돌아가는 등의 퍼포먼스를 보여주고 있다.
- 영화 킹스맨에 나오는 우산총이 전시되어 있다. 영화 촬영에 사용된 소품은 아니다.[6]
- 제1차 세계 대전 당시 사용 되었던 비둘기 카메라의 복제품이 전시되어 있다.[7]
- 제2차 세계 대전 당시 독일군과 일본군 사이의 통신 보안을 위해 만들어진 암호화 기계인 에니그마가 전시되어 있다.[8]

- 냉전 당시 소련의 KGB 소속 스파이들이 사용했던 립스틱 소총이 전시되어 있다.[9]

- 제2차 세계 대전 당시 나치 독일이 개발한 세계 최초의 탄도 미사일인 보복무기 2호(V-2 로켓)의 청사진이 전시되어 있다.[10]

## 영화, 드라마 및 뉴스 보도 자료
- 오바마 전 미국 대통령이 2010년 8월에 아내 미셸 오바마와 딸 사샤와 함께 방문한 적이 있다.[11]
- JTBC 톡파원 25시 29회 방송분에 워싱턴 D.C. 관광 명소로 소개되었다.[12]
- 미션 임파서블: 폴아웃 홍보 행사(파라마운트 영화사 주최)가 박물관에서 열렸다.[13]
- 미션 임파서블 25주년 기념 보너스 영상에 박물관이 나온다.[14]
- 미국 드라마 로앤오더 시즌 14 10화에서 닉 아마로가 딸을 데리고 국제 스파이 박물관에 간다고 언급하는 장면이 나온다.
- 미국 드라마 마담 세크리터리 시즌 4 4화에서 미국 중앙정보국에 대한 레포트를 작성하는 엘리자베스 맥코드의 아들을 위해 헨리와 제이슨이 국제 스파이 박물관에 가는 일정을 짜는 장면이 나온다.
- 스파이 박물관 자체적으로 스파이 관련 팟캐스트인 '스파이 캐스트'를 제작한다[15]. 박물관의 역사가이자 학예가인 앤드류 해몬드 박사가 팟캐스트를 진행한다[16].

## 같이 보기
- 베를린 스파이 박물관